# أليكساندر فابر
أليكساندر فابر (بالفرنسية: Alexandre Fabre) (مواليد 1955م – ) هو ممثل من فرنسا.

## وصلات خارجية
- أليكساندر فابر على موقع IMDb (الإنجليزية)
- أليكساندر فابر على موقع ألو سيني (الفرنسية)
- أليكساندر فابر على موقع أول موفي (الإنجليزية)
- أليكساندر فابر على موقع كينوبويسك (الروسية)